# برنامج 8 (مسلسل)
برنامج 8 (بالإنجليزية: The 8 Show) هو مسلسل كوميديا سوداء وإثارة كوري جنوبي صدر سنة 2024، من كتابة وإخراج هان جاي ريم، وبطولة ريو جون يول، تشون وو هي، وبارك جونغ مين. المسلسل مقتبس عن ويبتون لعبة المال، ويحكي قصة ثمانية أشخاص يشاركون في برنامج ألعاب مغرٍ ومثير لكنه خطير، ومن خلاله يكسبون المزيد من المال مقابل البقاء لوقت أطول في مبنًى غامض يتألف من ثمانية طوابق. عُرض على نتفليكس في 17 مايو 2024، وتلقّى مراجعات إيجابية بشكل عام.

## القصة
يُعرَض على ثمانية غرباء المشاركة في لعبة يُحتَجزون خلالها داخل مبنى، ويكسبون مبلغًا ماليًا كبيرًا مقابل كل دقيقة تستمر فيها اللعبة. يُعزل كل واحد منهم ليلًا في غرفة منفصلة على طابق مختلف من المبنى، ويُجبرون على شراء حاجاتهم الأساسية بمئة ضعف سعرها الطبيعي مستخدمين أرباحهم الحالية من الجائزة. أما خلال النهار، فيمكنهم استخدام جزء من وقتهم المتبقي لشراء مؤن جماعية لبقية المشاركين.
في البداية، يختار المشاركون، الذين يُشار إليهم فقط بأرقام طوابقهم، التعاون فيما بينهم من أجل إطالة زمن اللعبة وزيادة أرباحهم الفردية، مع الحفاظ على حد أدنى من الراحة المعيشية. لكن سرعان ما يكتشفون أن الطوابق العليا تحقق أرباحًا أكبر وتضم غرفًا أوسع من تلك في الطوابق السفلى، ما يؤدي إلى نشوب صراع على السلطة بينهم، في الوقت الذي يحاولون فيه أيضًا كشف الآلية الغامضة التي تُضاف بها المزيد من الدقائق إلى مؤقت اللعبة.

## طاقم التمثيل
- ريو جون يول بدور قاطن الطابق الثالث
- تشون وو هي بدور قاطنة الطابق الثامن
- بارك جونغ مين بدور قاطن الطابق السابع
- لي يول أوم بدور قاطنة الطابق الرابع
- بارك هاي جون بدور قاطن الطابق السادس
- لي زو يونغ بدور قاطنة الطابق الثاني
- مون جيونغ هي بدور قاطنة الطابق الخامس
- باي سيونغ وو بدور قاطن الطابق الأول

## الإطلاق
أعلنت منصة نافر ويبتون أن مسلسل برنامج 8 سيُعرض عالميًا على نتفليكس في عام 2024. وبعد أربعة أشهر، أكدت نتفليكس أن موعد إصدار المسلسل سيكون في 17 مايو 2024.

## الاستقبال
على موقع تجميع المراجعات روتن توميتوز، حصل على 75% من 8 مراجعات نقاد إيجابية، بمتوسط تقييم 6.8/10. منحت إليسا غيماريش من كولايدر تقييمًا بخمسة من عشرة وكتبت أن المسلسل «قد يُقارن بمسلسل لعبة الحبار، لكنه يعاني من شخصيات غير مكتملة وفكاهة غير مترابطة». منحت كيت سانشيز من "بت واي ذو؟" المسلسل تقييمًا مثاليًا بعشرة من عشرة ووصفته بأنه «أحد أفضل المسلسلات المحدودة على نتفليكس وينتهي بنهاية حاسمة ويكافئ كل خيار سردي تم اتخاذه على طول الطريق». صنفه جوناثان ويلسون من "ردي ستي كات" بتقييم 2/5 وكتب أنه «رائع لأسباب خاطئة». أعطى بيرس كونران من جريدة جنوب الصين الصباحية درجة ثلاثة من خمسة وكتب أن «من المرجح أن يعتبر المشاهدون أن برنامج 8 محاولة صارخة للاستغلال لتحقيق أنجح برنامج على نتفليكس على الإطلاق، ولكن طالما يتم ترفيههم فقد يمنحونه المزيد من الوقت». قارن جويل كيلر من دسيدر المسلسل بأنه «قاتم مثل لعبة الحبار، ولكنه بالتأكيد أكثر طرافة وسخرية». كتب ويليام شوارتز من هانسينما أنه «يرفض تصوير حتى أكثر شخصياته إثارة للاشمئزاز وقد أصيبوا جميعًا بالجنون بسبب العالم القاسي الخالي من التعاطف الذي عاشوا فيه قبل وقت طويل من قبولهم دعوتهم للعبة».

### عدد المشاهدين
احتل المسلسل المرتبة السابعة في فئة أفضل 10 مسلسلات تلفزيونية (غير إنكليزية) على نتفليكس عالميًا بعد ثلاثة أيام من إصداره وتلقى استجابة عالية في 11 دولة مدرجة ضمن أفضل 10. في الأسبوع التالي، تصدر المسلسل القائمة بـ 33.2 مليون ساعة مشاهدة من قبل 4.8 مليون مشاهد، وظل على القائمة لمدة ثلاثة أسابيع متتالية.

## روابط خارجية
- برنامج 8 على موقع IMDb (الإنجليزية)
- برنامج 8 على موقع روتن توميتوز (الإنجليزية)
- برنامج 8 على موقع نتفليكس (الإنجليزية)
- برنامج 8 على موقع فيلمافينيتي (الإسبانية)
- برنامج 8 على موقع ألو سيني (الفرنسية)
- برنامج 8 على موقع قاعدة بيانات الفيلم (الإنجليزية)